# Église protestante de Sélestat
L'église protestante de Sélestat est un monument historique situé à Sélestat, dans le département français du Bas-Rhin.

## Localisation
Ce bâtiment est situé place du Marché aux Pots et rue de Verdun à Sélestat.

## Historique
L'édifice fait l'objet d'une inscription au titre des monuments historiques depuis 1983.

## Architecture

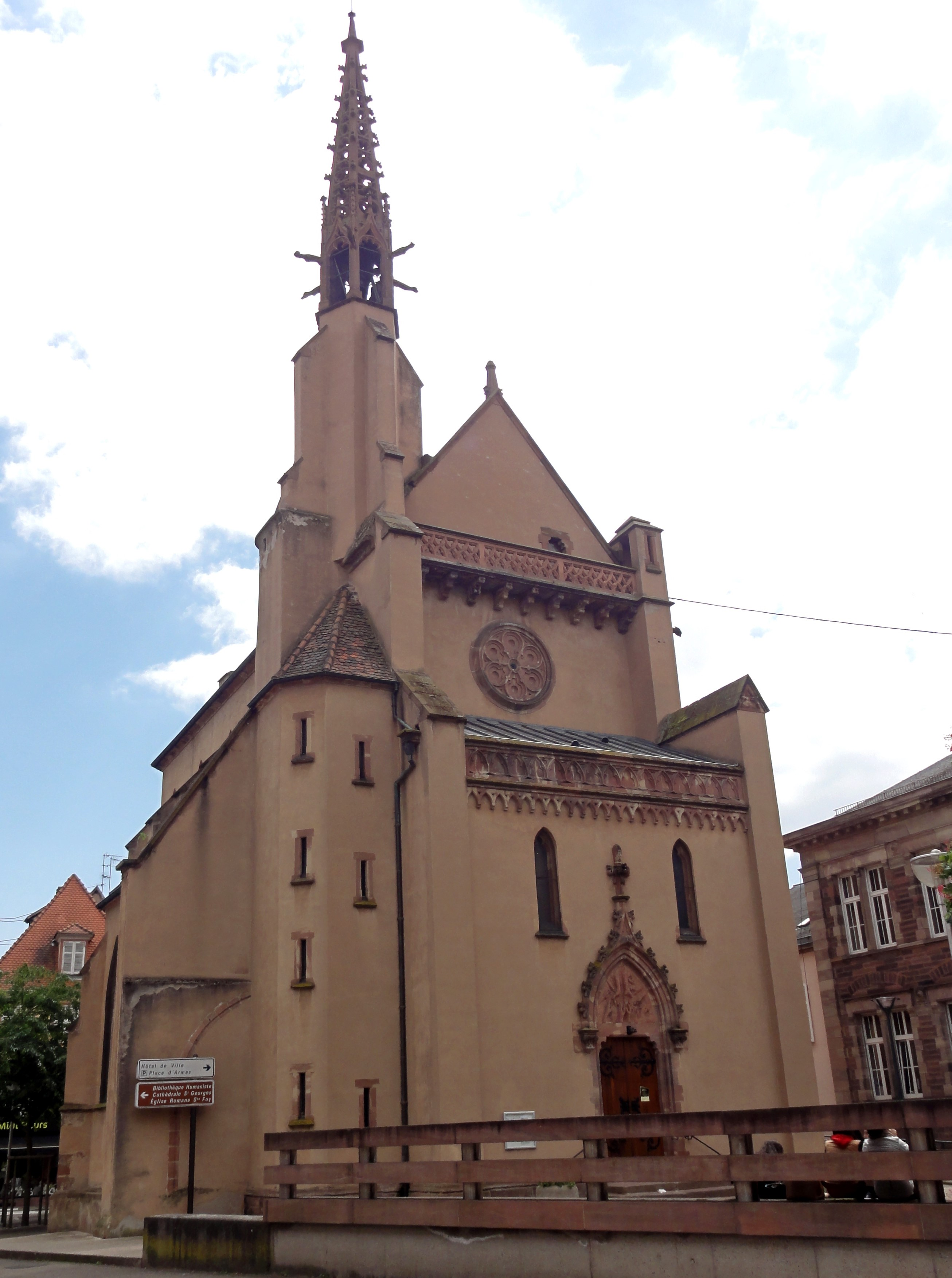
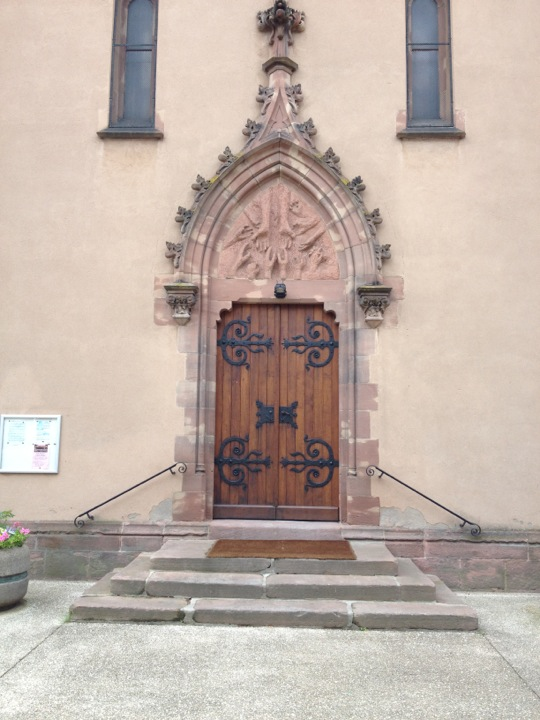